# Гемрік
Гемрік (нід. Hemrik) — село в нідерландській провінції Фрисландія. Входить до муніципалітету Опстерланд.
Його площа становить 10,89км², а населення станом на 2021 рік складало 755 осіб.
Перша згадка про населений пункт датується 1315 роком.

## Галерея

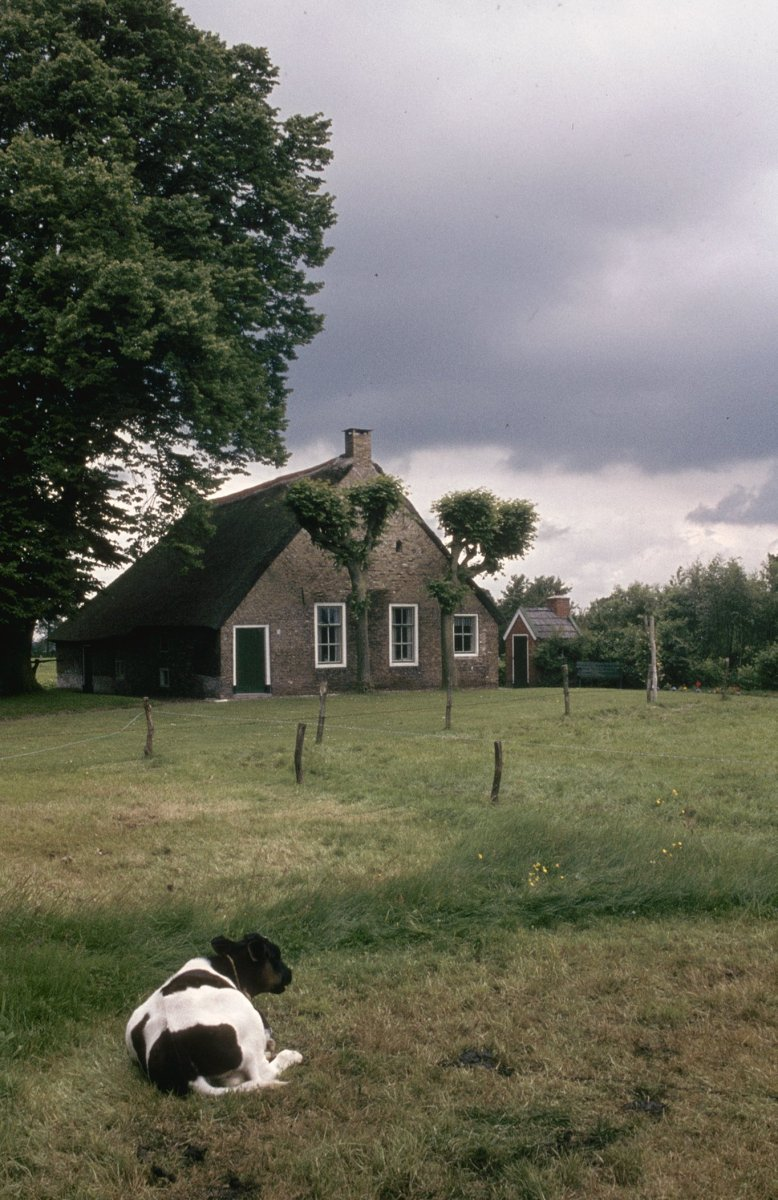
Ферма поблизу села
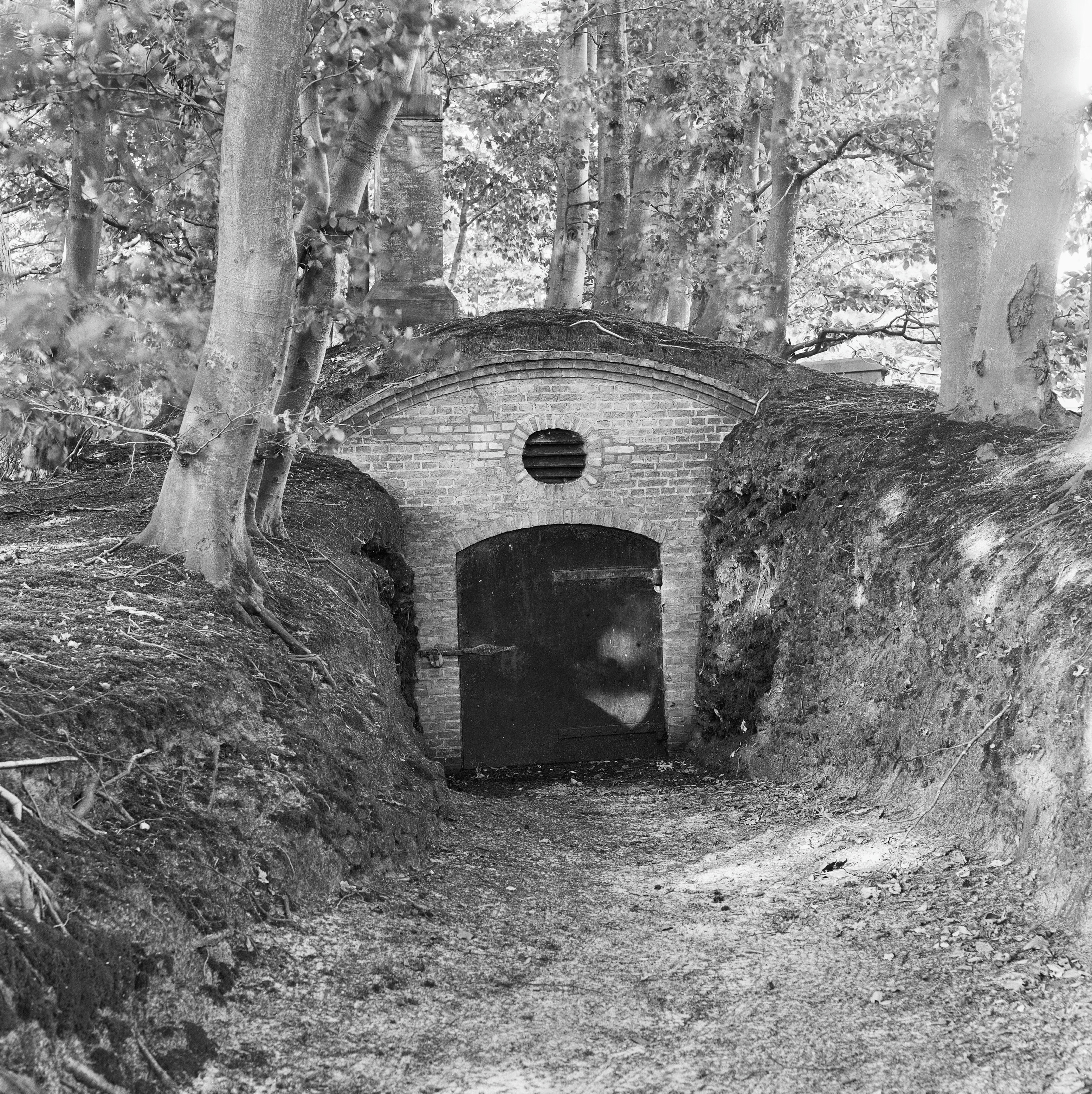
Склеп біля села
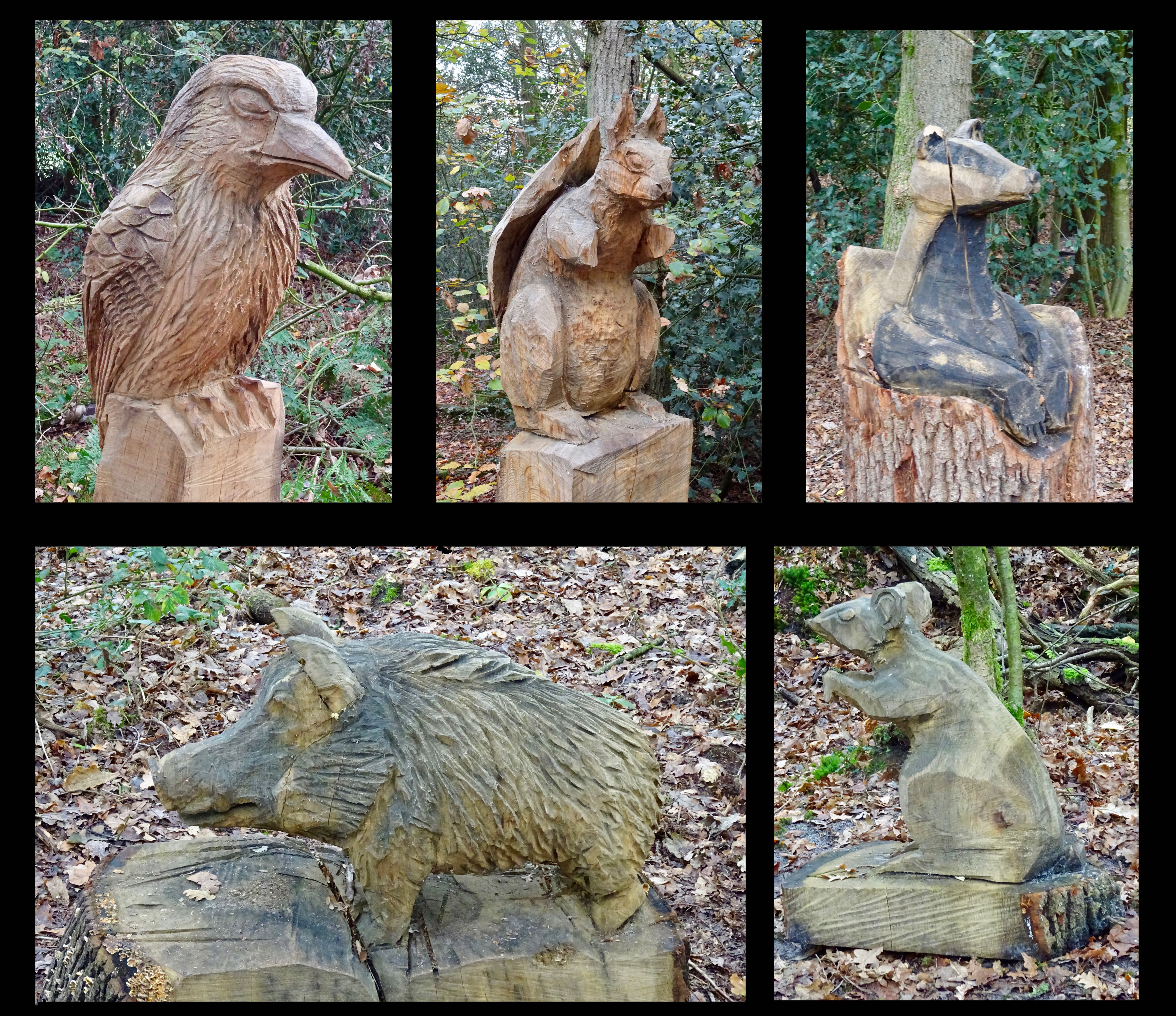
Дерев'яні скульптури в лісі